# Wieprzec (Klein-Polen)
Wieprzec is een dorp in de Poolse woiwodschap Klein-Polen. De plaats maakt deel uit van de gemeente Maków Podhalański en telt 428 inwoners.